# Rosenhonig
Rosenhonig (Lehnübersetzung von mittellateinisch mel rosatum) ist eine mit Rosenöl aromatisierte Glycerol-Honig-Mischung, die heilkundlich verwendet wird. Rosenhonig ist ein seit spätestens Mitte des 15. Jahrhunderts bekanntes pharmazeutisches Präparat, früher eine Zubereitung (als abgekochtes Gemisch) aus Honig und Rosenblütenblättern (auch später noch ein mit Rosenblütenwasser versetzter Honig), und war zuletzt im Ergänzungsband 6 (EB 6) zum Deutschen Arzneibuch als Arzneimittel monografiert.
Mel rosatum ist abzugrenzen von dem von Bienen auf Rosenblüten erweideten Honig (Rosenblütenhonig), von dem in Provins erzeugten „Rosenhonig“ (miel à la rose de Provins) und von verschiedenen mit Rosenblütenblättern oder Rosenwasser aromatisierten Honigsorten.

## Herstellung
Rosenhonig wird hergestellt, indem 0,005 Teile Rosenöl unter leichtem Erwärmen in einer Mischung aus 90 Teilen Honig (Arzneibuchqualität) und 10 Teilen Glycerol 85 % gelöst werden.

## Geschichte

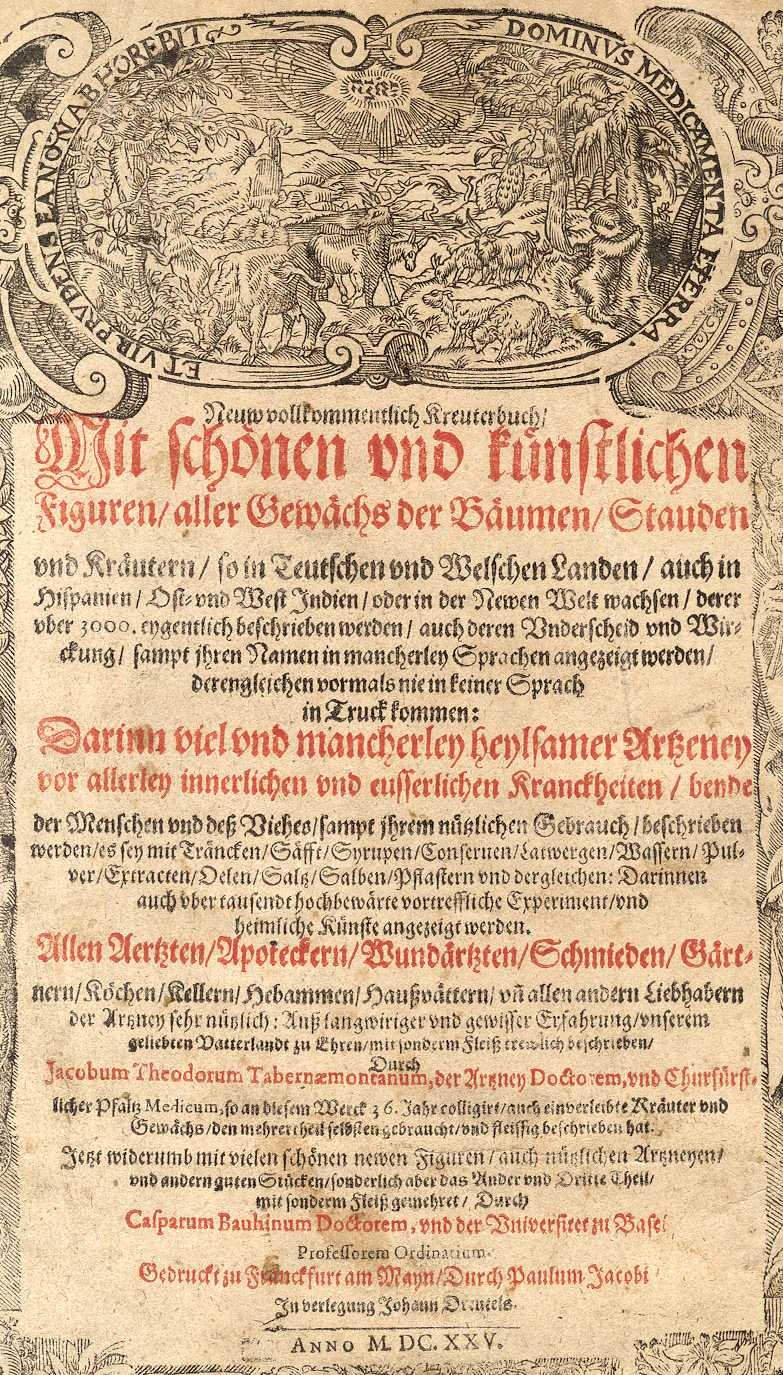
Titelseite des Neuw Vollkommentlich Kreuterbuch, Ausgabe von 1625

Rosenhonig (mel rosatum) wurde 1588 im Kräuterbuch von Tabernaemontanus (Jacob Theodor) als Mittel gegen Entzündungen im Mund- und Bauchraum beschrieben. Rosenhonig mit Borax versetzt wurde in der Volksmedizin zur Behandlung von Aphthen eingesetzt. Der Zusatz von Borax ist wegen dessen Giftigkeit heute nicht mehr erlaubt.
In einer Rezeptvorschrift aus dem Jahre 1570 werden für die Herstellung von Mel rosatum zwei Pfund Rosenblütenblätter und sechs Pfund Honig benötigt.
Rosenhonig wird als Naturheilmittel zur Linderung der Zahnungsschmerzen von Kleinkindern verwendet, indem es auf das Zahnfleisch gestrichen wird.

## Trivia
Aus dem Drama Der eingebildete Kranke von Molière:
»Ein Klistier dreißig Sous! – Gehorsamer Diener, das habe ich Euch schon gesagt; Ihr habt mir’s in anderen Rechnungen mit zwanzig Sous angesetzt, und zwanzig Sous in der Apothekersprache bedeuten zehn; schreiben wir also zehn Sous. »Item, von selbigem dato, ein gutes purifizierendes Klistier, nach Vorschrift zusammengestellt aus doppeltem Katholikon, Rhabarber, Rosenhonig und andern Ingredienzen, um Herrn Argans Unterleib auszufegen, zu spülen und zu reinigen, dreißig Sous.« Mit Eurer Erlaubnis, zehn Sous. »Item, von selbigem dato ein hepatischer, soporativer und schlafbringender Julep, um Herrn Argan Nachtruhe zu verschaffen, fünfunddreißig Sous.«
Zur Herstellung als Arzneimittel insbesondere für Kleinkinder wird der Honig heutzutage vorher keimfrei gemacht. Es wird die Auffassung vertreten, dass in Naturhonig der Krankheitserreger Clostridium botulinum vorkommen könne, der eine Ursache für den plötzlichen Kindstod sei. Clostridium botulinum bildet ein lähmendes Gift, das Botulinumtoxin, das das Krankheitsbild des Botulismus verursacht. Nach dieser Theorie sei die Dosis, welche davon im Honig vorhanden sein kann, für Erwachsene harmlos. Beim Säugling jedoch sei die Darmflora noch nicht ausgereift und biete dem Bakterium eine Umgebung für die Vermehrung und Toxinbildung. Das Toxin gelange in den Blutkreislauf und bewirke eine Atemlähmung. Tatsächlich konnte in einer Serie von Autopsien Clostridium botulinum bei 9 von 211 am plötzlichen Kindstod verstorbenen Kinder nachgewiesen werden. In einer anderen Untersuchung wurde Botulinumtoxin bei 9 von 75 Autopsiefällen nachgewiesen, davon 57 am plötzlichen Kindstod verstorbenen Kindern.